# Ammannia senegalensis
Ammannia senegalensis là một loài thực vật có hoa trong họ Lythraceae. Loài này được Lam. mô tả khoa học đầu tiên năm 1792.